# Qualino
Qualino [kwaˈliːno] (Qualì [kwaˈli] in dialetto bergamasco) è una frazione del comune di Costa Volpino, nella bassa Val Camonica, provincia di Bergamo.

## Geografia fisica

### Territorio
Qualino sorge a metà della Costa, costituita dall'unione di questo con le frazioni di Corti, Branico, Flaccanico e Ceratello, in una zona ricca di sorgenti d'acqua.

### Clima
Data la presenza del Lago d'Iseo Costa Volpino ha un clima temperato. Le precipitazioni medie annue si aggirano attorno ai 1200 mm. I venti sono caratterizzati dall'alternarsi di una corrente diurna detta, in dialetto bergamasco, l'Ora del làc, e di una notturna detta ol Vèt, le quali scorrono in senso opposto.

## Toponimo
Qualino deve il suo nome al termine latino Aqualinus, zona ricca d'acqua. Tuttavia secondo Gabriele Rosa il toponimo potrebbe derivare da Coalìno, piccola caverna.

## Storia

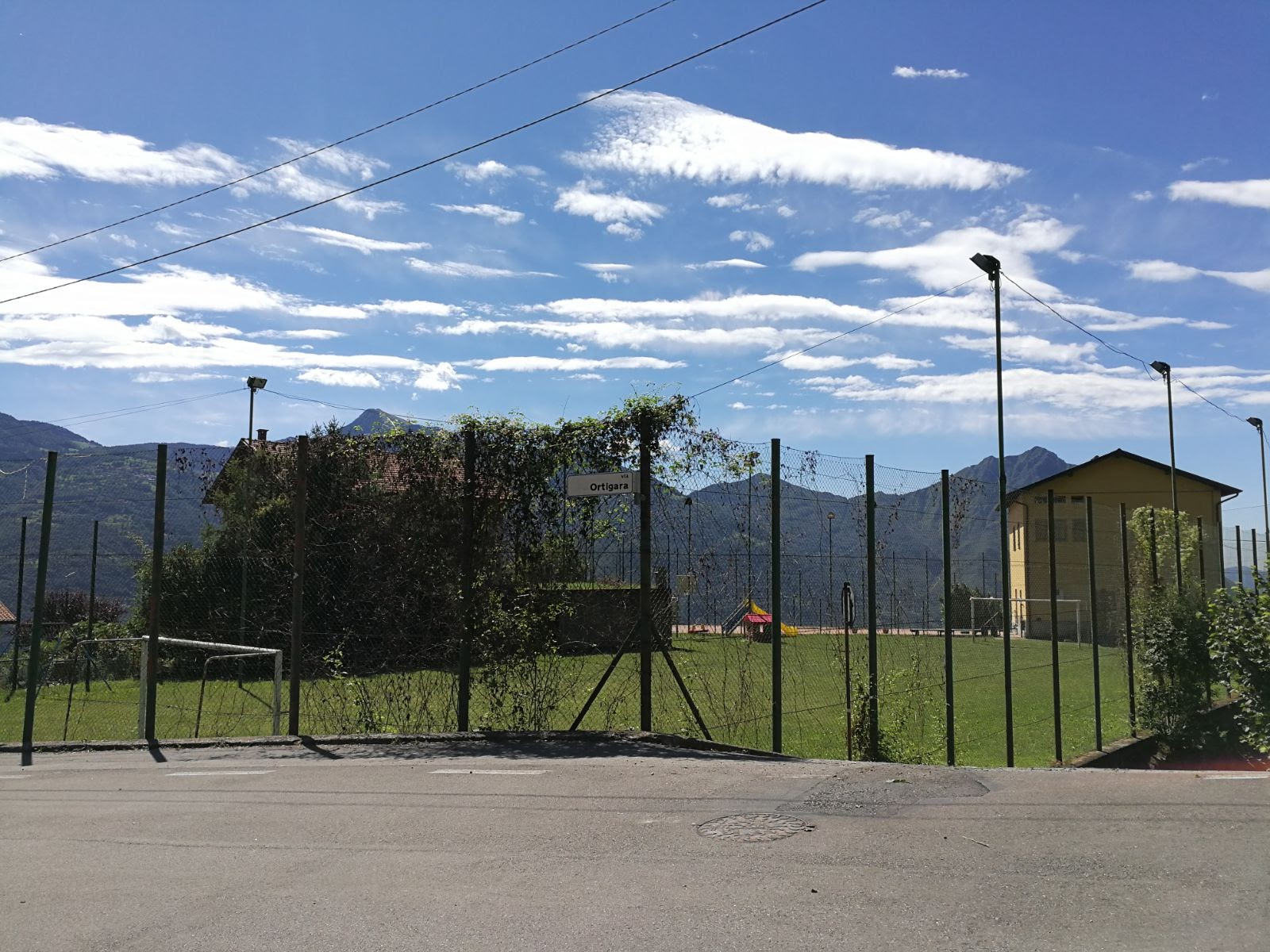
Il campo sportivo a monte dell'abitato. Fu realizzato spianando il colle su cui sorgeva l'antico castello medievale

Qualino è stato per molti secoli il centro abitato più importante della costa. La chiesa di Sant’Ambrogio costituisce la prima parrocchiale dell'attuale Costa Volpino, diventando indipendente tra il 1450 1460 dalla pieve di Rogno. Le parrocchie di Corti, Ceratello e Branico sono nate nei secoli staccandosi proprio da quella di Qualino. 

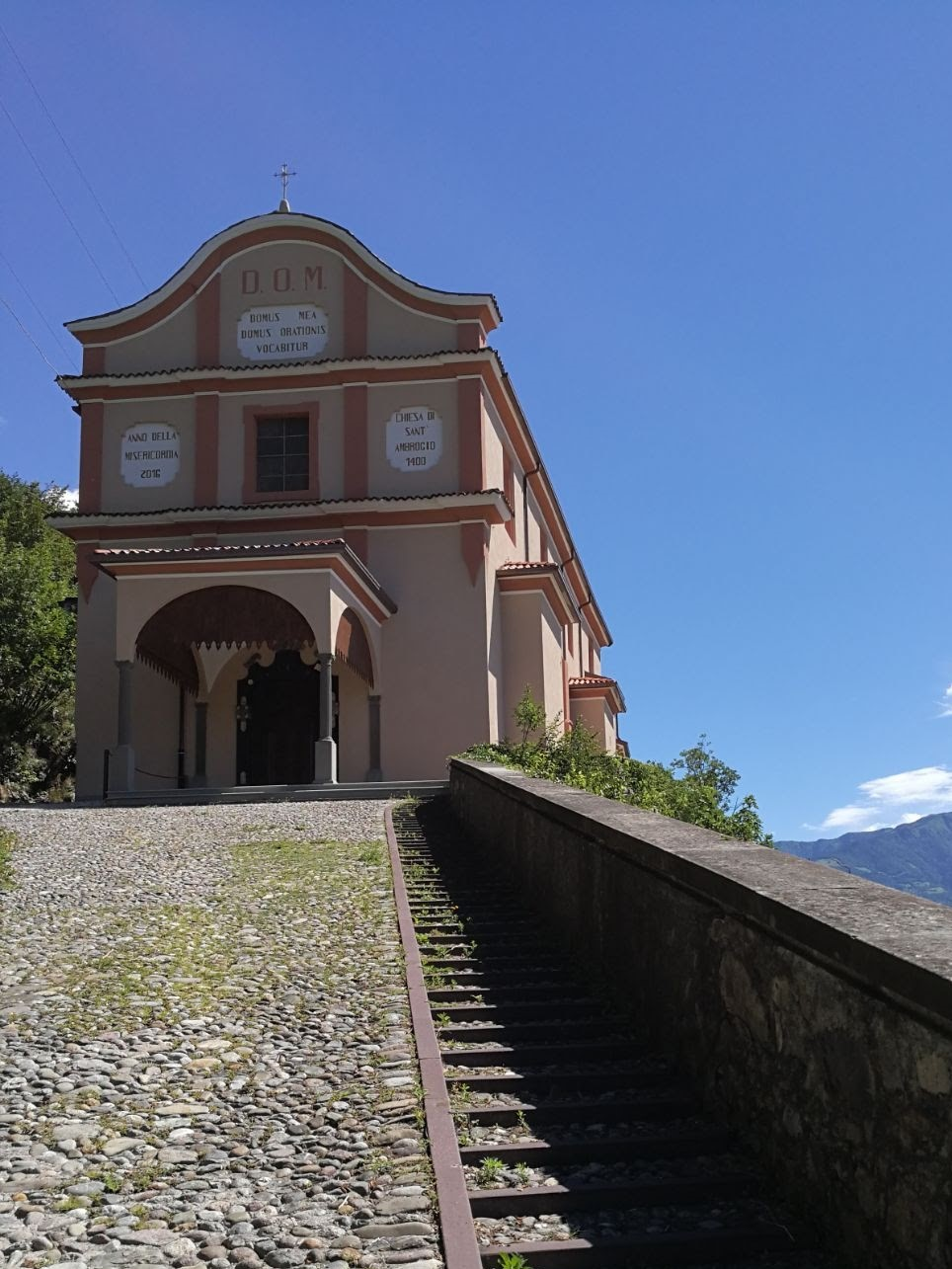
La chiesa parrocchiale dedicata a Sant'Ambrogio

L'abitato si è sviluppato accanto al colle su cui sorgeva un castello, probabilmente dipendente da quello più importante di Volpino. Nel 1880 presso le rovine del castello sono state ritrovate tombe romane e medioevali. Le ultime rovine del castello sono scomparse definitivamente nel XX secolo quando il colle su cui sorgeva è stato spianato per la realizzazione del campo sportivo. Tra il 1972 e il 1974 durante alcuni lavori edili sono state rinvenute meno di una decina di tombe probabilmente di epoca medievale.
A cavallo tra gli anni 80 e 90 il paese si rese celebre per i successi sportivi.

## Società

### Tradizioni e folclore
Gli scütüm sono nei dialetti camuni dei soprannomi o nomignoli indicanti i tratti caratteristici di una comunità. Quello che contraddistingue gli abitanti di Qualino è Pelafìch (spellafichi), dato dalla ricca presenza di piante di fico sul territorio. Un altro soprannome è i Sant'Ambròs de Qualì (i Sant'Ambrogio di Qualino), che ricorda il patrono del paese.

## Monumenti e luoghi di interesse

### Architetture religiose
- Chiesa di Sant'Ambrogio: chiesa derivante al XV secolo è dedicata a Sant'Ambrogio (patrono del paese), la chiesa negli ultimi anni ha subito diversi furti, nella quale sono stati rubati molti oggetti di valore.
- Chiesa dei Caduti: dopo la prima guerra mondiale per ricordare i caduti in guerra fu eretta la Chiesa dei Caduti, nel cuore del centro storico.

## Sport
Nel 1980 viene inaugurato l'Oratorio di Qualino che fu dotato di un campo di Calcio a 7 e un campo da Pallavolo oltre che alla struttura dell'Oratorio, nel 1983 viene fondata l'A.S. Qualino.
Negli ultimi anni è nato il Team Bike Qualino, una squadra di ragazzi del paese che con bici di vari genere (Mountain Bike, Downhill, Bici Trial ecc.) pubblica video sulla piattaforma YouTube. 

### A.S. QUALINO
Nel 1983 viene fondata l'Associazione Sportiva Qualino, subito si inizia allestendo una squadra da calcio, il primo anno nonostante l'entusiasmo ottiene risultati scarsi, ma l'anno dopo anche grazie all'allenatore Deleidi Angelo la squadra vince il campionato Giovanissimi del CSI Valle Camonica battendo in finale il Berzo Inferiore 4-1, alcuni anni dopo anche cambiando categoria la squadra vincerà altri 2 campionati (il primo contro il Cimbergo vincendo 6-1, il secondo contro il Breno vincendo 4-2), quella squadra inoltre non perdette nemmeno una partita per 2 anni divenendo il terrore di tutta la Valle Camonica.
Anche a livello femminile l'AS Qualino ottenne buoni risultati come quando vinse un quadrangolare a Saviore organizzato dal CSI Valle Camonica, nella quale il Qualino aveva in squadra 3 giocatrici militanti nel Milan.
Oltre al calcio il Qualino partecipò a campionati di Mountain Bike, Pallavolo, Miniwolley, Corsa Campestre, Calcetto e gli adulti a dei tornei di Bocce.
Ogni anno in collaborazione con Cicli Bettoni l'A.S. Qualino organizza una gara di bici al Parco dell'Oglio di Costa Volpino.